# Écuries du Quirinal
Les écuries du Quirinal (italien : Scuderie del Quirinale), sont un palais de Rome. Situées en face du palais du Quirinal, également la propriété de la présidence de la République, elles sont le siège d'expositions et de manifestations culturelles. Dans le passé, elles étaient connues sous le nom historique de Scuderie papali del Quirinale (écuries papales du Quirinal), l'adjectif a été abandonné pour éviter toute confusion sur la propriété.

## Histoire
Le palais des Scuderie al Quirinale a été construit entre 1722 et 1732, sur le terrain des Colonna, au Quirinal. Le premier projet devait être celui d'Alessandro Specchi, sur la commande du pape Innocent XIII, qui avait conçu un bâtiment destiné à remplacer celui que Carlo Fontana avait initié au début du 18e siècle. À la mort d'Innocent XIII, le nouveau pape Clément XII, en 1730, a chargé Ferdinando Fuga, la tâche d'achever le travail.
Le bâtiment a conservé sa fonction d'origine, comme écuries jusqu'en 1938, année où il a été adapté pour servir de garage. Dans les années 1980, il a été transformé en un musée de carrosses. Entre 1997 et 1999, il a été entièrement restauré par l'architecte frioulan Gae Aulenti, à temps pour le Jubilé de l'an 2000. Destiné à un important espace d'exposition (environ 1 500 m2), il a été ouvert par le président Ciampi et concédé à la municipalité de Rome. Actuellement, il héberge de grandes expositions d'œuvres internationales et est devenu un des endroits les plus visités de Rome pour les expositions temporaires. 
En 2016, les locaux ont été confiés à la MiBACT.

## Expositions
1999
- Les cent chefs-d'œuvre de l'Ermitage

2000
- Dans le voyage de Sebastião Salgado
- Sandro Botticelli. Peintre de la Divine Comédie
- Le XXe siècle. D'Art et d'histoire en Italie

2001
- De la Renaissance. Chefs-d'œuvre des musées italiens

2002
- Les diamants. Histoire de l'art, de la science
- Fabrizio Plessi. ParadisoInferno
- Rembrandt. Des peintures, des gravures et des réflexions sur les années 1600 et 1700

2003

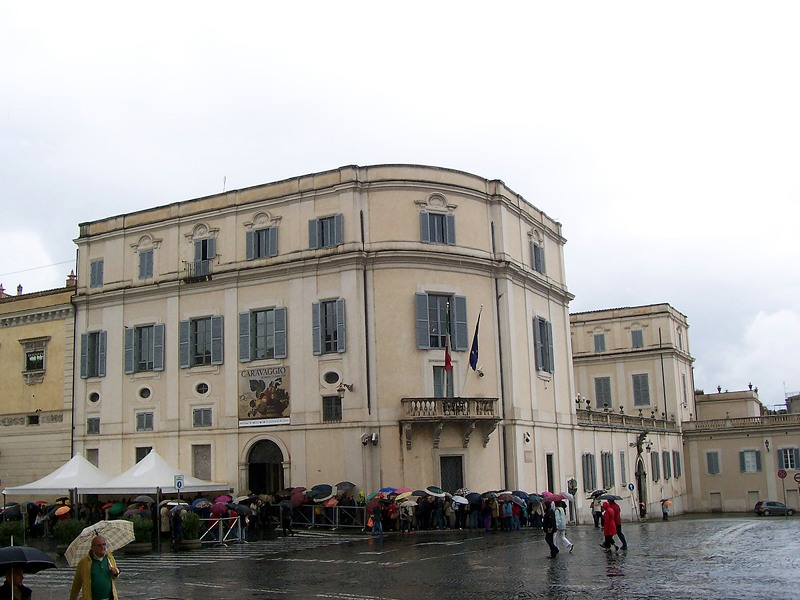
Scuderie del Quirinale

- Rome. Le Passé et le Présent. Des photographies provenant des Archives Alinari
- La majesté de Rome de Napoléon à l'unification de l'Italie - l'Universel et l'éternel
- La métaphysique

2004
- Velázquez, le Bernin, Luca Giordano - Les tribunaux de l'époque Baroque
- Italie. Double visions

2005
- Italie, Russie à travers les siècles. De Giotto à Malevitch. Merveilles réciproques
- Chefs-d'œuvre du musée Guggenheim: La grande collection de Renoir à Warhol
- Les étapes en Inde. Hier et d'aujourd'hui
- Burri. Les artistes et de la matière, 1945 - 2004

2006
- Antonello da Messina
- Wim Wenders. Des Images de la Planète Terre
- La Chine. La naissance d'un Empire

2007
- Dürer et l'Italie

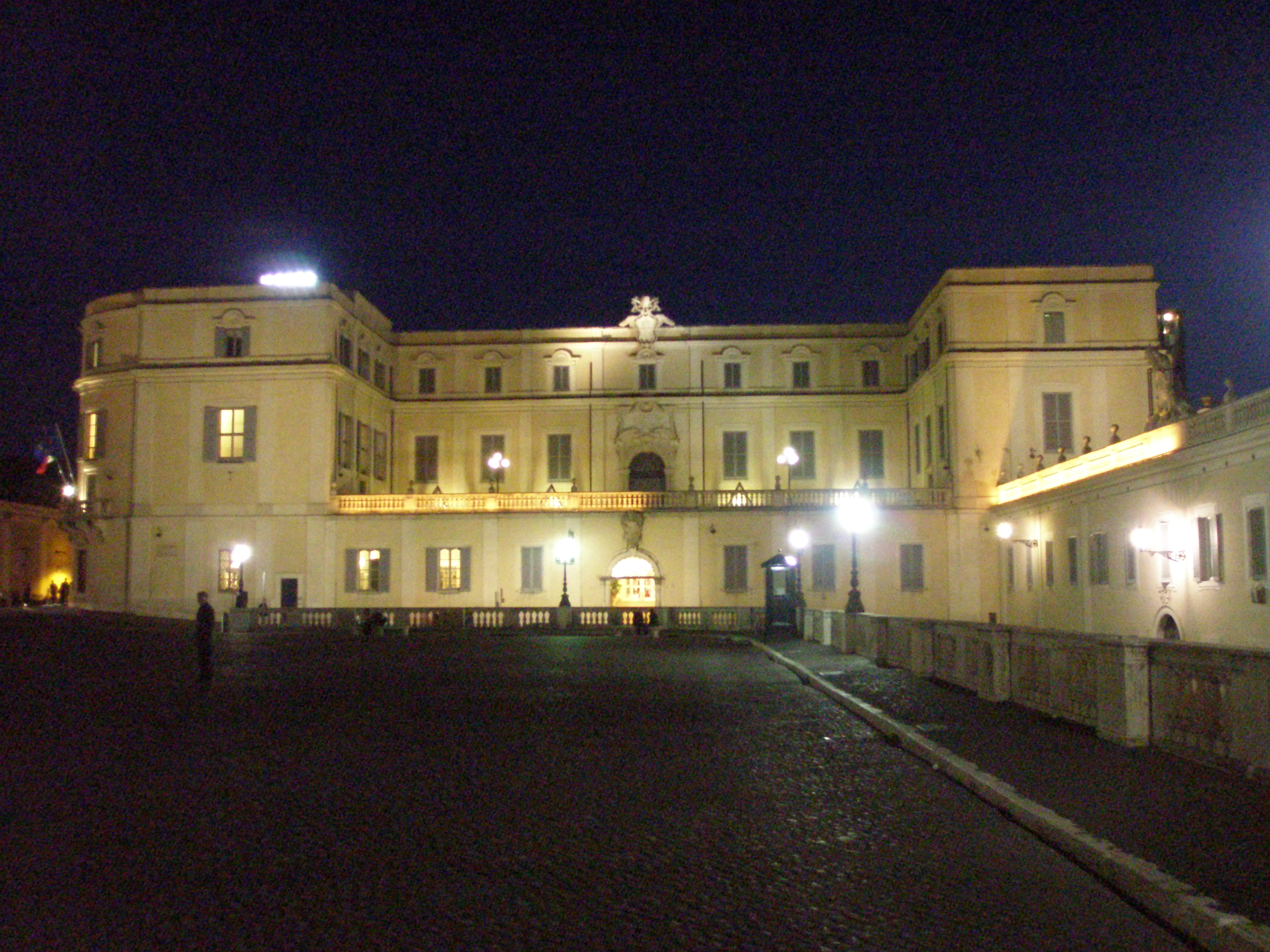
Vue de nuit

- L'Architecte Santiago Calatrava. À partir de formes à l'Architecture
- Le Pop Art! 1956-1968

2008
- Le dix-neuvième siècle. De Canova au Quatrième État
- Giovanni Bellini

2009
- Le futurisme. Avant-Garde de L'Avant-Garde
- Des coups de feu de la Guerre. Lee Miller et Tony Vaccaro de la Normandie à Berlin

2010
- Le Caravage
- 1861. Les peintres du Risorgimento

2011
- Lorenzo Lotto
- Filippino Lippi et Sandro Botticelli à Florence des années 1400

2012
- Le Tintoret
- Vermeer. Le siècle d'or de l'art hollandais

2013
- Tiziano
- Auguste

2014
- Frida Kahlo

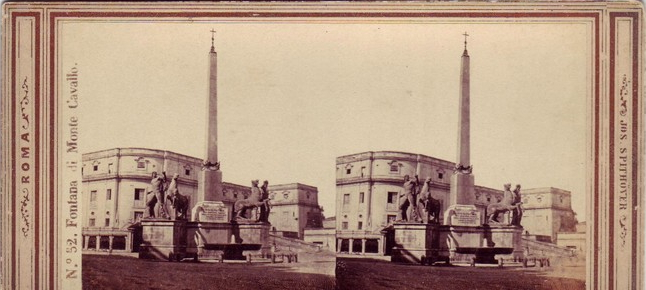
La Fontaine des Dioscures, et, dans le fond, les Écuries, dans un stereofotografia de Josef Spithöver (1813-1892).

- Memling. De la Renaissance flamande

2015
- Matisse. Arabesque
- L'Art de la Civilisation islamique. La Collection al-Sabah, Koweït
- Balthus

2016
- Corrège et Parmigianino. L'Art dans la ville de Parme au XVIe siècle
- Chefs-d'œuvre de la sculpture bouddhiste japonaise

2017
- Les splendeurs du Seicento au Quirinal. Les œuvres de nombreux artistes : Le Caravage, Titien,  Vélasquez ... ayant peint jadis pour la Cour d'Espagne sont de retour à Rome. .
- Le musée universel. Du rêve de Napoléon à Canova
- Picasso. Entre cubisme et classicisme: 1915-1925

2018
- Hiroshige. Visions du Japon
- Ovide. Amours, mythes et autres histoires

2019
- Léonard de Vinci. La science avant la science
- Pompéi et Santorin. L'éternité en un jour

2020
- Raphaël, 1483-1520

2021
- Tota Italia. Toutes les origines d'une nation
- Enfer, de Jean Clair

2022
- Superbarocco. L’art à Gênes de Rubens à Magnasco

2023
- Arte lliberata 1932-1947. Chefs-d’œuvre sauvés de la guerre
- L’Italie, c’est un désir. Photographies, paysages et visions 1842-2022 : les collections Alinari et MuFoCo
- Le fabuleux Calvino

2024
- Guerchin. L’époque Ludovisi à Rome